# Link Mobility Group
Link Mobility Group AS ist ein 2001 gegründetes norwegisches Unternehmen, das Cloud Communications Platform as a Service (CPaaS) anbietet und seinen Hauptsitz in Oslo hat. Link Mobility bietet Dienstleistungen an, um Anrufe, SMS, MMS, RCS und E-Mails via API zu versenden und zu empfangen. Das Unternehmen ist an der Osloer Börse notiert. Im Jahr 2017 verzeichnete es einen Gesamtumsatz von 1,294 Milliarden NOK. Im Jahr 2020 hat sich der Umsatz auf 3,539 Milliarden NOK (343 Mio. Euro) erhöht. Mit 28 Büros in 18 Ländern, darunter Norwegen, Schweden, Dänemark, Finnland, Estland, Lettland, Bulgarien, Deutschland, Spanien, Polen, Frankreich, Schweiz, Österreich und Italien, ist Link der größte CpaaS-Anbieter in Europa.

## Geschichte
Link Mobility wurde 2001 von Jens Rugseth mit Hauptsitz in Oslo, Norwegen gegründet. Der ursprüngliche Unternehmensname lautete EMEMESS (eine Abkürzung für MMS-Nachrichten). Nach der Akquisition eines schwedischen CPaaS-Betreibers im Jahr 2007 wurde das Unternehmen umbenannt in Link Mobility. Sein erster Großkunde war die Fluglinie Norwegian Air, für die es SMS-Dienstleistungen wie Boarding-Benachrichtigungen und Infos zu Flugverspätungen bereitstellte.

### Listings und Delistings an der Börse
Zum ersten Mal wurde Link Anfang der 2010er-Jahre an der Osloer Börse notiert, bevor das Unternehmen Mitte 2018 von der Bostoner Investmentgesellschaft Abry Partners für 3,4 Milliarden NOK (416 Millionen US-Dollar) von der Börse genommen wurde. Im Dezember 2020 beschloss Abry, Link erneut an der Osloer Börse zu notieren, mit einem Listenpreis von 47 NOK pro Aktie und einem Anstieg von 19 % am ersten Handelstag. Nach der Börsennotierung hatte Link einen Marktwert von 12,6 Milliarden NOK (1,56 Milliarden US-Dollar). Link Mobility wurde von Bloomberg News als Unicorn-Börsengang und von UK Tech News als drittgrößter europäischer Börsengang im Bereich Technologie im Jahr 2020 bezeichnet.

## Technologie
Link bietet Cloud-Dienstleistungen für den Enterprise-Bereich und Kommunikations-Software sowohl für Direktkunden als auch zum Wiederverkauf für Partner im Mobilbereich an.

## Fusionen und Übernahmen
- 2005: Fusion mit Zapdance
- 2016: Akquisition von whatever mobile in Deutschland[7]
- 2017: Akquisition von Netmessage in Frankreich[8]
- 2018: Akquisition von HSL Mobile in Großbritannien[9]
- 2018: Akquisition von Netsize in Frankreich, zusätzlicher Umsatz von 55,2 Millionen Euro/Jahr[10]
- 2019: Akquisition von 5 Allterco-Tochterunternehmen Südosteuropa für 7,8 Millionen Euro[11]
- 2020: Akquisition von websms und SimpleSMS in Österreich[12]
- 2021: Akquisition von MarketingPlatform in Dänemark[13]
- 2021: Akquisition von Amm in Italien für 18,7 Millionen Euro[14]
- 2021: Akquisition von Tismi in den Niederlanden für 20 Millionen Euro[15]
- 2021: Geplante Übernahme von Soprano Design mit Sitz in Sydney, Australien, für 600 Millionen Dollar. Soprano brach die Verhandlungen jedoch aufgrund von Schulden- und Aktienkursbedenken ab.[16][17]
- 2021: Akquisition von Message Broadcast mit Sitz in Newport Beach, Kalifornien, für 260 Millionen US-Dollar[18]
- 2021: Akquisition von NLP/AI Chatbot, Matelab Srl (“Xenioo”) mit Sitz in Italien.[19]
- 2021: Akquisition von Altria mit Sitz in Spanien.[20]